# Колонија Баиа де лос Анхелес, Виста ал Мар (Енсенада)
Колонија Баиа де лос Анхелес, Виста ал Мар (шп. Colonia Bahía de los Ángeles, Vista al Mar) насеље је у Мексику у савезној држави Доња Калифорнија у општини Енсенада. Насеље се налази на надморској висини од 10 м.

## Становништво
Према подацима из 2005. године у насељу су живела 3 становника.

### Хронологија
| Година       | 2000       | 2005 |
| ------------ | ---------- | ---- |
| Становништво | 18 (9 / 9) | 3    |

### Попис
| # | Индикатор                        | Вредност |
| - | -------------------------------- | -------- |
| 1 | Укупно појединачних домаћинстава | 1        |